# Gana nos Jogos Olímpicos de Verão de 1996
Gana mandou 35 competidores para os Jogos Olímpicos de Verão de 1996, em Atlanta, nos Estados Unidos. A delegação não conquistou medalhas.

## Desempenho

### Atletismo
Masculino
| Atleta                                                                          | Evento              | Eliminatórias | Eliminatórias | Quartas-de-final | Quartas-de-final | Semifinais  | Semifinais  | Final       | Final       |
| Atleta                                                                          | Evento              | Res.          | Pos.          | Res.             | Pos.             | Res.        | Pos.        | Res.        | Pos.        |
| ------------------------------------------------------------------------------- | ------------------- | ------------- | ------------- | ---------------- | ---------------- | ----------- | ----------- | ----------- | ----------- |
| Emmanuel Tuffour                                                                | 100 m               | 10.15         | 1º/bat. 1     | 10.18            | 4º/bat. 2        | 10.22       | 7º/bat. 1   | Não avançou | Não avançou |
| Eric Nkansah                                                                    | 100 m               | 10.26         | 1º/bat. 10    | 10.24            | 3º/bat. 1        | 10.26       | 7º/bat. 2   | Não avançou | Não avançou |
| Emmanuel Tuffour                                                                | 200 m               | 20.85         | 3º/bat. 10    | 20.49            | 3º/bat. 5        | 20.61       | 7º/bat. 1   | Não avançou | Não avançou |
| Albert Agyemang                                                                 | 200 m               | 20.69         | 2º/bat. 2     | 20.87            | 5º/bat. 4        | Não avançou | Não avançou | Não avançou | Não avançou |
| Ibrahim Hassan                                                                  | 400 m               | DNF           | DNF           | Não avançou      | Não avançou      | Não avançou | Não avançou | Não avançou | Não avançou |
| Frank Boateng                                                                   | 110 m com barreiras | 13.87         | 4º/bat. 4     | Não avançou      | Não avançou      | Não avançou | Não avançou | Não avançou | Não avançou |
| Albert Agyemang Eric Nkansah Christian Nsiah Emmanuel Tuffour Abdul Aziz Zakari | Revezamento 4x100 m | 39.47         | 3º/bat. 1     |                  |                  | 38.62       | 4º/bat. 1   | DNS         | DNS         |
| Solomon Amegatcher Abu Duah Julius Sedame Ahmed Ali                             | Revezamento 4x400 m | 3:05.53       | 3º/bat. 2     |                  |                  | Não avançou | Não avançou | Não avançou | Não avançou |
| Andrew Owusu                                                                    | Salto em distância  | 7.91          | 16º           |                  |                  |             |             | Não avançou | Não avançou |
| Francis DoDoo                                                                   | Salto triplo        | 16.24         | 26º           |                  |                  |             |             | Não avançou | Não avançou |

Feminino
| Atleta     | Evento              | Eliminatórias | Eliminatórias | Quartas-de-final | Quartas-de-final | Semifinais  | Semifinais  | Final       | Final       |
| Atleta     | Evento              | Res.          | Pos.          | Res.             | Pos.             | Res.        | Pos.        | Res.        | Pos.        |
| ---------- | ------------------- | ------------- | ------------- | ---------------- | ---------------- | ----------- | ----------- | ----------- | ----------- |
| Mercy Addy | 400 m               | 54.92         | 6º/bat. 4     | Não avançou      | Não avançou      | Não avançou | Não avançou | Não avançou | Não avançou |
| Vida Nsiah | 100 m com barreiras | 13.34         | 6º/bat. 2     | Não avançou      | Não avançou      | Não avançou | Não avançou | Não avançou | Não avançou |

### Boxe
| Atleta          | Peso          | Fase de 32             | Oitavas de final       | Quartas de final       | Semifinais             | Final                  | Final |
| Atleta          | Peso          | Adversário e resultado | Adversário e resultado | Adversário e resultado | Adversário e resultado | Adversário e resultado | Pos.  |
| --------------- | ------------- | ---------------------- | ---------------------- | ---------------------- | ---------------------- | ---------------------- | ----- |
| Alfred Tetteh   | Mosca-ligeiro | MAR H. Berhili D 5-10  | Não avançou            | Não avançou            | Não avançou            | Não avançou            | 17º   |
| Ashiakwei Aryee | Supermédio    | Bye                    | SEY R. Cadeau D 6-18   | Não avançou            | Não avançou            | Não avançou            | 9º    |

### Futebol
Masculino
| Equipe | Fase de grupos                                            | Fase de grupos | Quartas-de-final       | Semifinal              | Final                  | Pos. |
| Equipe | Adversário e resultado                                    | Pos.           | Adversário e resultado | Adversário e resultado | Adversário e resultado | Pos. |
| --- | --------------------------------------------------------- | -------------- | ---------------------- | ---------------------- | ---------------------- | ---- |
| Nii Welbeck Stephen Baidoo Joe Addo Afo Dodoo Samuel Kuffour Mallam Yahaya Augustine Ahinful Charles Akonnor Emmanuel Duah Felix Aboagye Ohene Kennedy Ebenezer Hagan Christian Sabah Prince Koranteng Amoako Emmanuel Osei Kuffour Simon Addo | KOR Coreia do Sul D 0–1 ITA Itália V 3–2 MEX México E 1–1 | 2º (gr. C)     | BRA Brasil D 2–4       | Não avançou            | Não avançou            | 8º   |

### Tênis de mesa
| Atleta                    | Prova                | Primeira fase                                                                              | Primeira fase | Oitavas de final       | Quartas de final       | Semifinais             | Final                  | Final |
| Atleta                    | Prova                | Adversários e resultados                                                                   | Pos.          | Adversário e resultado | Adversário e resultado | Adversário e resultado | Adversário e resultado | Pos.  |
| ------------------------- | -------------------- | ------------------------------------------------------------------------------------------ | ------------- | ---------------------- | ---------------------- | ---------------------- | ---------------------- | ----- |
| Isaac Opoku               | Individual masculino | SWE J. Waldner D 0-2 KOR Lee C. V 2-0 YUG I. Lupulesku D 0-2                               | 3º (gr. D)    | Não avançou            | Não avançou            | Não avançou            | Não avançou            | 49º   |
| Isaac Opoku Winifred Addy | Duplas masculinas    | CHN Kong L./Liu G. D 0-2 FRA C. Legoût/P. Chila D 0-2 SWE P. Karlsson/T. von Scheele D 0-2 | 4º (gr. C)    | Não avançaram          | Não avançaram          | Não avançaram          | Não avançaram          | 25º   |

Legenda
| Recorde mundial      | Recorde mundial (World record)               |                       | Recorde africano                      | Recorde africano (African) |                                           | Q | Classificado por posição (Qualified) |
| Recorde olímpico     | Recorde olímpico (Olympic record)            | Recorde da América    | Recorde da América (Americas)         | q                          | Classificado por melhor tempo (Qualified) |   |                                      |
| Melhor marca do ano  | Melhor marca do ano (World leading)          | Recorde asiático      | Recorde asiático (Asian)              | DNS                        | Não largou (Did not start)                |   |                                      |
| Recorde nacional     | Recorde nacional (National record)           | Recorde europeu       | Recorde europeu (European)            | DNF                        | Não terminou (Did not finish)             |   |                                      |
| Recorde pessoal      | Recorde pessoal do atleta (Personal best)    | Recorde da Oceania    | Recorde da Oceania (Oceania)          | DSQ / DQ                   | Desclassificado (Disqualified)            |   |                                      |
| Recorde da temporada | Recorde da temporada do atleta (Season best) | Recorde sul-americano | Recorde sul-americano (South America) | NM                         | Sem marca (No mark)                       |   |                                      |